# رینگلدرف
رینگلدرف (به فرانسوی: Ringeldorf) یک کمون در فرانسه با جمعیت ۸۵ نفر است که در Canton of Hochfelden واقع شده‌است.